# Гравитационные волны (гидродинамика)
Гравитацио́нные во́лны на воде́ — разновидность волн на поверхности жидкости, при которых сила, возвращающая деформированную поверхность жидкости к состоянию равновесия, есть просто сила тяжести, связанная с перепадом высот гребня и впадины в гравитационном поле.

Траектории условных частиц воды при не очень большой (сравнимой с длиной волны) глубине представляют собой эллипс, что иллюстрируется качанием бутылки

Свободные гравитационные волны в водном слое — волны, появляющиеся при движении по дну океана сейсмических волн — волн Лява и волн Рэлея. Они были обнаружены и исследованы в 2019 году при анализе данных с глубоководных обсерваторий DONET, полученных во время землетрясения и цунами 11 марта 2011 года в Японии. Эти волны появлялись более чем за час до цунами, возбуждаемые низкочастотными компонентами сейсмических волн в районе крутых подводных склонов. Их пиковая амплитуда была 3,5 см, период 170 с и длина порядка 22 км.

## Общие свойства
Гравитационные волны на воде — это нелинейные волны. Точный математический анализ возможен лишь в линеаризованном приближении и в отсутствие турбулентности. Кроме того, обычно речь идёт про волны на поверхности идеальной жидкости. Результаты точного решения в этом случае описаны ниже.
Гравитационные волны на воде не поперечны и не продольны. При колебании частицы жидкости описывают некоторые кривые, то есть перемещаются как в направлении движения, так и поперёк него. В линеаризованном приближении эти траектории имеют вид окружностей. Это приводит к тому, что профиль волн не синусоидальный, а имеет характерные заострённые гребни и более пологие провалы.
Нелинейные эффекты сказываются, когда амплитуда волны становится сравнимой с её длиной. Одним из характерных эффектов в этом режиме является появление изломов на вершинах волн. Кроме того, появляется возможность опрокидывания волны. Эти эффекты пока не поддаются точному аналитическому расчёту.

## Закон дисперсии для слабых волн
Поведение волн малой амплитуды можно с хорошей точностью описать линеаризованными уравнениями движения жидкости. Для справедливости этого приближения необходимо, чтобы амплитуда волны была существенно меньше как длины волны, так и глубины водоёма.
Имеется две предельные ситуации, для которых решение задачи имеет наиболее простой вид — это гравитационные волны на мелкой воде и на глубокой воде.

### Гравитационные волны на мелкой воде
Приближение волн на мелкой воде справедливо в тех случаях, когда длина волны существенно превышает глубину водоёма. Классический пример таких волн — это цунами в океане: до тех пор, пока цунами не вышла на берег, она представляет собой волну амплитудой порядка нескольких метров и длиной в десятки и сотни километров, что, конечно же, существенно больше глубины океана.
Закон дисперсии и скорости волны в этом случае имеет вид:
{\displaystyle \omega ={\sqrt {gH}}\cdot k\,;\quad v_{ph}=v_{gr}={\sqrt {gH}},}
где {\displaystyle H} — глубина водоёма (расстояние до дна от поверхности),
{\displaystyle g} — напряженность гравитационного поля (ускорение свободного падения).
{\displaystyle \omega } — угловая частота колебания в волне,
{\displaystyle k} — волновое число (величина, обратная длине волны),
{\displaystyle v_{ph},v_{gr}} — фазовая и групповая скорости соответственно.
Такой закон дисперсии приводит к некоторым явлениям, которые можно легко заметить на морском берегу.
- Даже если волна в открытом море шла под углом к берегу, то при выходе на берег гребни волны имеют тенденцию разворачиваться параллельно берегу. Это связано с тем, что вблизи берега, когда глубина начинает постепенно уменьшаться, скорость волны падает. Поэтому косая волна притормаживает на подходе к берегу, разворачиваясь при этом.
- За счёт аналогичного механизма при подходе к берегу уменьшается продольный размер цунами, при этом высота волны возрастает.

### Гравитационные волны на глубокой воде
Приближение волны на глубокой воде справедливо, когда глубина водоёма значительно превышает длину волны. В этом случае для простоты рассматривают бесконечно глубокий водоём. Это обоснованно, поскольку при колебаниях поверхности реально движется не вся толща воды, а лишь приповерхностный слой глубиной порядка длины волны.
Закон дисперсии и скорости волны в этом случае имеет вид:
{\displaystyle \omega ={\sqrt {gk}}\,;\quad v_{ph}=2v_{gr}={\sqrt {g \over k}}.}
Из выписанного закона следует, что и фазовая, и групповая скорость гравитационных волн в этом случае оказывается пропорциональной длине волны. Другими словами, длинноволновые колебания будут распространяться по воде быстрее коротковолновых, что приводит к ряду интересных явлений:
- Бросив камень в воду и глядя на круги, образуемые им, можно заметить, что граница волн расширяется не равномерно, а примерно равноускоренно. При этом чем больше граница, тем более длинноволновыми колебаниями она формируется.
- Красивым следствием выписанного закона дисперсии являются корабельные волны.

### Гравитационные волны в общем случае
Если длина волны сравнима с глубиной бассейна H, то закон дисперсии в этом случае имеет вид:
{\displaystyle \omega ={\sqrt {gk\cdot \operatorname {th} (kH)}}\,.}

## Некоторые проблемы теории гравитационных волн на воде
- До сих пор не понят механизм формирования и устойчивости так называемых волн-убийц — внезапных волн экстремальной амплитуды.